# 壱瀬かいこ
壱瀬 かいこ（いちのせ かいこ、3月1日 - ）は、日本の漫画家。愛知県豊橋市在住。主にティーンズラブ作品を描いていた。現在はいかせんべ名義で同人活動している。

## 概要
1986年から同人誌で活動している。2000年前後にはティーンズラブ誌『エルティーンコミック』にも掲載されていた。ほのぼのとした作風に特徴がある。単行本りん太のももいろコミックにはいくつか収録されている。恋愛経験の少ない女性が年下の男性と交際する話等があった。